# شانغ تسونغ
شانغ تسونغ إحدى شخصيات لعبة مورتال كومبات الأساسية، وأول جزء في اللعبة ظهر شانغ تسونغ ملكا على المحاربين، قبل أن ينتزعه شاو كان بالقوة.

## نظرة عامة
شانغ تسونغ ساحر قوي ومميت وخصم أساسي في قصة مورتال كومبات، شانغ تسونغ متحول يستطيع أن يمتص أرواح الذين قتلهم للحفاظ على شبابه وقوته. وتحول إلى أشكال متعددة عبر ألعاب مورتال كومبات.
ماضي شانغ تسونغ غامض وغير واضح، استناداً إلى إلى أول قصة مصورة لمورتال كومبات، لُعن شانغ تسونغ من قبل آلهته ليقتل أعدائه ويأخذ أرواحهم، بهذه الطريقة وحدها يستطيع تسونغ أن يؤخر قدره المحتوم ألا وهو الطعن في السن والموت بسرعة. وكأثر جانبي لامتصاص تسونغ لأرواح ضحاياه استطاع أن يرى ذكرياتهم ومعرفتهم مما ساعده كثيراً بعد سنوات عدة.

## المصدر
مقالة شانغ تسونغ بويكيبيديا الإنكليزية